# 财源街道
财源街道，是中华人民共和国山東省泰安市泰山区下辖的一个乡镇级行政单位。

## 行政区划
财源街道下辖以下地区：
三里社区、灵山社区、更新社区、青山新村社区、财源新村社区、七东社区、七西社区、后七社区、中七社区、旧镇社区、铁路新村社区、财西社区、青山街社区、车站街社区、财东社区、财源社区、教场街社区、清真寺社区、东更道社区、西更道社区、南湖小区社区、松园小区社区、乐园小区社区、英雄山社区、三联社区、大桥社区、科山社区、王庄社区和望岳社区。